# Cryphia orocharis
Cryphia orocharis är en fjärilsart som beskrevs av Charles Boursin 1944. Cryphia orocharis ingår i släktet Cryphia och familjen nattflyn. Inga underarter finns listade i Catalogue of Life.